# Geneviève Winding
Geneviève Winding (Parigi, 27 novembre 1927 – Saint-Cloud, 15 aprile 2008) è stata una montatrice francese.

## Riconoscimenti
- Premio César per il miglior montaggio
  - 1976: vincitrice - I baroni della medicina
  - 1979: candidata - L'état sauvage
  - 1981: candidata - La banchiera
  - 1985: candidata - Souvenirs souvenirs
  - 1993: candidata - Indocina

## Filmografia
- Amélie ou le temps d'aimer, regia di Michel Drach (1961)
- O Santo Módico, regia di Robert Mazoyer (1964)
- La reine verte, regia di Robert Mazoyer (1964) (TV)
- Les rideaux blancs, episodio Les rideaux blancs, regia di Georges Franju (1965)
- Un gettone per il patibolo (Safari diamants), regia di Michel Drach (1966)
- Le dimanche de la vie, regia di Jean Herman (1967)
- Vingt-quatre heures de la vie d'une femme, regia di Dominique Delouche (1968)
- Phèdre, regia di Pierre Jourdan (1968)
- Il teatrino di Jean Renoir (Le petit théâtre de Jean Renoir), regia di Jean Renoir (1970) (TV)
- Aussi loin que l'amour, regia di Frédéric Rossif (1971)
- Le Cantique des créatures: Georges Braque ou Le temps différent, regia di Frédéric Rossif (1975)
- Parlez-moi d'amour, regia di Michel Drach (1975)
- I baroni della medicina (Sept morts sur ordonnance), regia di Jacques Rouffio (1975)
- Vivere giovane (Violette & François), regia di Jacques Rouffio (1977)
- L'état sauvage, regia di Francis Girod (1978)
- Zucchero (Le sucre), regia di Jacques Rouffio (1978)
- La banchiera (La banquière), regia di Francis Girod (1980)
- La femme enfant, regia di Raphaële Billetdoux (1980)
- Le Cantique des créature: Pablo Picasso pintor, regia di Frédéric Rossif (1982)
- La notte porta consiglio (Le quart d'heure américain), regia di Philippe Galland (1982)
- Scandalo a palazzo (Le bon plaisir), regia di Francis Girod (1984)
- Souvenirs souvenirs, regia di Ariel Zeitoun (1984)
- Spécial police, regia di Michel Vianey (1985)
- Matrimonio a sorpresa (La galette du roi), regia di Jean-Michel Ribes (1986)
- Discesa all'inferno (Descente aux enfers), regia di Francis Girod (1986)
- Champ d'honneur, regia di Jean-Pierre Denis (1987)
- L'Enfance de l'art, regia di Francis Girod (1988)
- Milan noir, regia di Ronald Chammah (1988)
- Il signore del castello (Je suis le seigneur du château), regia di Régis Wargnier (1989)
- Maman, regia di Romain Goupil (1990)
- Lacenaire, regia di Francis Girod (1990)
- Indocina (Indochine), regia di Régis Wargnier (1992)
- Tango, regia di Patrice Leconte (1993)
- Délit mineur, regia di Francis Girod (1994)
- Una donna francese (Une femme française), regia di Régis Wargnier (1995)
- Transfert pericoloso (Passage à l'acte), regia di Francis Girod (1996)